# WRC 8
WRC 8, также известная как WRC 8 FIA World Rally Championship, — гоночная компьютерная игра, основанная на чемпионате мира по ралли 2019 года. Игра была разработана французской студией Kylotonn и издана 10 сентября 2019 года компанией Bigben Interactive на платформах Microsoft Windows, PlayStation 4, Xbox One и Nintendo Switch. По игре проводились киберспортивные соревновании по лицензии FIA.

## Разработка и выпуск
WRC 8 была анонсирована в феврале 2019 года в качестве официальной игры чемпионата мира по ралли 2019 года. В игру была добавлена смена погоды и переработан режим карьеры. Также были добавлены новые модели классических автомобилей, такие как Lancia Stratos и Renault Alpine. В игре представлено 102 гонок в 14 странах, что больше, чем в предыдущей игре серии. В сентябре 2019 года игра была выпущена на Microsoft Windows, PlayStation 4 и Xbox One, а 31 октября портирована на Nintendo Switch.

## Критика
| Сводный рейтинг | Сводный рейтинг |
| Агрегатор       | Оценка          |
| --------------- | --------------- |
| GameRankings    | 81,00 %         |

WRC 8 получила положительные отзывы критиков, средний балл игры на сайте Metacritic составляет 77 из 100 для Windows, 79/100 для PlayStation 4 и 76 из 100 для Xbox One. Порт на Nintendo Switch получил смешанные отзывы со средним баллом 61 из 100.
Мартин Робинсон из Eurogamer отметил продолжающуюся эволюцию серии, заключив: «это знаменательный год для серии, которая после годового перерыва вернулась обновлённой и оживлённой. Честно говоря, я лишь краем глаза следил за серией с тех пор, как ей стала заправлять Kylotonn начиная с WRC 5, но сейчас она смотрится как совершенно новая серия».

### Награды
Игра была номинирована в категории «Лучшая игра» на церемонии Pégases Awards 2020.